# Slependen Station
Slependen Station (Slependen stasjon) er en jernbanestation på Drammenbanen, der ligger i området Slependen i Bærum kommune i Norge. Den består af to spor med en øperron med adgang via en overdækket trappe og gangbro. På den østlige side er gangbroen forbundet med en rotunde, hvor en indvendig rampe over et par omgange gør det muligt at overvinde højdeforskellen til området øst for banen. Stationen betjenes af lokaltog mellem Spikkestad og Lillestrøm.
Den nuværende station er den tredje af slagsen. Den første åbnede som holdeplads 8. september 1873 under navnet Slæbenden, men den skiftede navn til Slependen i april 1921. Den lå i en kurve øst for hvor jernbanen føres over Slependvegen på en bro og med en lille stationsbygning af træ. Da Drammenbanen blev udvidet med dobbeltspor, anlagdes en ny station i 1959 med en ny stationsbygning i letbeton vest for vejen men stadig i kurve. Denne station havde adgang via trapper og ramper i det vestlige brofæste. Den blev nedgraderet til trinbræt 1. november 1970.
Den nuværende station opførtes i 1993 på en lige strækning ca. 400 meter tættere på Sandvik og betød, at Slependen og Jong Station blev slået sammen til en station 23. maj 1993. Bygninger og perroner fra de to gamle stationer i Slependen er i dag fjernet.